# Jasuši Endó
Jasuši Endó (japonsky 遠藤 康; * 7. dubna 1988, Sendai, prefektura Mijagi, Japonsko) je japonský fotbalový záložník, od roku 2007 hráč japonského klubu Kashima Antlers.
Hraje nejčastěji na pravém křídle.
S týmem Kashima Antlers vyhrál k prosinci 2016 čtyřikrát japonskou nejvyšší ligu (2007, 2008, 2009, 2016), třikrát japonský ligový pohár (2011, 2012, 2015), jedenkrát japonský fotbalový pohár (2007) a jedenkrát japonský superpohár (2010).

## Klubová kariéra
- Kashima Antlers 2007–